# Rudolf Baar
Rudolf Wenzel Johann Anton Baar (* 12. Januar 1880 in Pilsen, Österreich-Ungarn; † 25. Dezember 1929 in Wien) war ein österreichischer Naturforscher und Autor. Er war Professor an der Neuen Wiener Handelsakademie.

## Leben
Baar stammte aus dem Königreich Böhmen und war der Sohn des Lehrers Wenzl Baar aus Pilsen und dessen Ehefrau Marie geborene Köhler. Nach dem Besuch des Gymnasiums in Pilsen studierte Baar u. a. Naturwissenschaften an der Deutschen Universität Prag. Von 1904 bis 1905 war er Probekandidat und anschließend ein Jahr Lehrer an der Handelsakademie in seiner Heimatstadt Pilsen. 1907 folgte er dem Ruf als Professor an die Neue Wiener Handelsakademie. Hier unterrichtete er in den Fächern Warenkunde, Naturgeschichte und Mathematik. Gleichzeitig war er Mitglied der Prüfungskommission für das Lehramt an Handelsschulen.
Er war Mitglied des Deutschen naturwissenschaftlich-medizinischen Vereines für Böhmen „Lotos“ in Prag und publizierte u. a. über die Flechtenflora Böhmens, über deutsche Pflanzennamen, über Hornschwämme aus dem Pazifik, über Infektion und Desinfektion sowie über die Kenntnis der Milchröhre.
Ferner war Rudolf Baar Mitglied der Parapsychologischen Gesellschaft in Wien und interessierte sich speziell für alle okkultistische Gebiete, besonders die Hypnose, und publizierte auch mehrfach in Zeitschriften darüber. Am bekanntesten wurde sein Buch Unsere schaffende Seele. Experimentalbeweise für das Vorhandensein einer Ichseele, Wien, Johann Bondi & Sohn, 1926, das er gemeinsam mit Walter Senn-Grundmann publizierte.

## Familie
Rudolf Baar heiratete am 28. Oktober 1909 Josefine Heinisch, die Tochter von Anton und Josefine Heinisch. Aus der gemeinsamen Ehe ging der 1910 geborene Sohn Herbert Baar hervor. Mit seiner Familie wohne Rudolf Baar in Wien IX, Altmüttergasse Nr. 6.

## Werke (Auswahl)
- mit Viktor Kindermann: Ein kleiner Beitrag über die Flechtenflora Böhmens (Digitalisat (PDF, abgerufen am 2. Januar 2020))
- mit Walter Senn-Grundmann: Unsere schaffende Seele. Experimentalbeweise für das Vorhandensein einer Ichseele, Wien, Johann Bondi & Sohn, 1926.

## Ehrungen
- Militärisches Ritterkreuz